# Rhynchaenus
Rhynchaenus är ett släkte av skalbaggar som beskrevs av Joseph Philippe de Clairville och Schellenberg 1798. Rhynchaenus ingår i familjen vivlar.

## Dottertaxa tillRhynchaenus, i alfabetisk ordning[1][2]
- Rhynchaenus abbreviatulus
- Rhynchaenus abdominalis
- Rhynchaenus abietis
- Rhynchaenus abietus
- Rhynchaenus absens
- Rhynchaenus absinthii
- Rhynchaenus acanthion
- Rhynchaenus acetosae
- Rhynchaenus acridulus
- Rhynchaenus acuminatus
- Rhynchaenus adspersus
- Rhynchaenus aenea
- Rhynchaenus aeneus
- Rhynchaenus aesopus
- Rhynchaenus aestuans
- Rhynchaenus aethiops
- Rhynchaenus affinis
- Rhynchaenus africanus
- Rhynchaenus alauda
- Rhynchaenus albopilosus
- Rhynchaenus alboscutellatus
- Rhynchaenus alienatus
- Rhynchaenus alismatis
- Rhynchaenus alni
- Rhynchaenus amoenus
- Rhynchaenus amplithorax
- Rhynchaenus amurensis
- Rhynchaenus amylaceus
- Rhynchaenus analis
- Rhynchaenus angulus
- Rhynchaenus angustifrons
- Rhynchaenus animosus
- Rhynchaenus annulatus
- Rhynchaenus anoploidens
- Rhynchaenus antirrhini
- Rhynchaenus apiatus
- Rhynchaenus apicalis
- Rhynchaenus appendiculatus
- Rhynchaenus araneus
- Rhynchaenus arcticus
- Rhynchaenus arcuatus
- Rhynchaenus argula
- Rhynchaenus armatus
- Rhynchaenus armeniaca
- Rhynchaenus armeniacae
- Rhynchaenus armicollis
- Rhynchaenus armiger
- Rhynchaenus armillatus
- Rhynchaenus artemisiae
- Rhynchaenus articulatus
- Rhynchaenus articus
- Rhynchaenus arundinis
- Rhynchaenus asellus
- Rhynchaenus asperatus
- Rhynchaenus asperifoliarum
- Rhynchaenus aspis
- Rhynchaenus assimilis
- Rhynchaenus astrachanicus
- Rhynchaenus aterrima
- Rhynchaenus aterrimus
- Rhynchaenus atomarius
- Rhynchaenus atramentaria
- Rhynchaenus atramentarius
- Rhynchaenus atrata
- Rhynchaenus atratulus
- Rhynchaenus atratus
- Rhynchaenus atricapillus
- Rhynchaenus atriplicis
- Rhynchaenus atrirostris
- Rhynchaenus auricollis
- Rhynchaenus auritus
- Rhynchaenus australiae
- Rhynchaenus austriacus
- Rhynchaenus avarus
- Rhynchaenus avellanae
- Rhynchaenus avenae
- Rhynchaenus awomoriensis
- Rhynchaenus basipictus
- Rhynchaenus beccabungae
- Rhynchaenus betuleti
- Rhynchaenus bicolor
- Rhynchaenus bicornis
- Rhynchaenus bidens
- Rhynchaenus bifasciatus
- Rhynchaenus bifrons
- Rhynchaenus bigibber
- Rhynchaenus biguttatus
- Rhynchaenus bilineatus
- Rhynchaenus bilobus
- Rhynchaenus bimaculatus
- Rhynchaenus binodulus
- Rhynchaenus binotatus
- Rhynchaenus biplagiatus
- Rhynchaenus bipunctatus
- Rhynchaenus bispinosus
- Rhynchaenus bituberculatus
- Rhynchaenus blattariae
- Rhynchaenus bombina
- Rhynchaenus bombinus
- Rhynchaenus borealis
- Rhynchaenus borraginis
- Rhynchaenus bovinus
- Rhynchaenus brassicae
- Rhynchaenus brunneus
- Rhynchaenus brunnirostris
- Rhynchaenus bubo
- Rhynchaenus bufo
- Rhynchaenus c-album
- Rhynchaenus calcar
- Rhynchaenus calcaratus
- Rhynchaenus calceatus
- Rhynchaenus calidus
- Rhynchaenus caliginosus
- Rhynchaenus camelus
- Rhynchaenus campanulae
- Rhynchaenus cana
- Rhynchaenus canus
- Rhynchaenus capra
- Rhynchaenus capreae
- Rhynchaenus caprimulgus
- Rhynchaenus capucinus
- Rhynchaenus carbonaria
- Rhynchaenus carbonarius
- Rhynchaenus cardui
- Rhynchaenus carinatus
- Rhynchaenus carnifex
- Rhynchaenus carpini
- Rhynchaenus castor
- Rhynchaenus caudatus
- Rhynchaenus cerasi
- Rhynchaenus cerasorum
- Rhynchaenus cerastes
- Rhynchaenus chamaeleon
- Rhynchaenus chamaeropis
- Rhynchaenus chamomillae
- Rhynchaenus chimaridis
- Rhynchaenus chinensis
- Rhynchaenus chiragra
- Rhynchaenus chloris
- Rhynchaenus chrysanthemi
- Rhynchaenus cinctus
- Rhynchaenus cinerascens
- Rhynchaenus cinereus
- Rhynchaenus clavipes
- Rhynchaenus cochleariae
- Rhynchaenus coecus
- Rhynchaenus collinus
- Rhynchaenus colon
- Rhynchaenus coluber
- Rhynchaenus comari
- Rhynchaenus concentricus
- Rhynchaenus concolor
- Rhynchaenus confertus
- Rhynchaenus confinis
- Rhynchaenus conformis
- Rhynchaenus confundatus
- Rhynchaenus confusus
- Rhynchaenus connatus
- Rhynchaenus conspersus
- Rhynchaenus constrictus
- Rhynchaenus contractus
- Rhynchaenus convexa
- Rhynchaenus convexus
- Rhynchaenus cornutus
- Rhynchaenus coronatus
- Rhynchaenus costatus
- Rhynchaenus costirostris
- Rhynchaenus crassus
- Rhynchaenus crenatus
- Rhynchaenus crinitus
- Rhynchaenus cruciatus
- Rhynchaenus crucifer
- Rhynchaenus crux
- Rhynchaenus culinaris
- Rhynchaenus cultratus
- Rhynchaenus cuprirostris
- Rhynchaenus curvirostris
- Rhynchaenus cyanicollis
- Rhynchaenus cyanipennis
- Rhynchaenus cylindraceus
- Rhynchaenus cylindrirostris
- Rhynchaenus cylindrus
- Rhynchaenus cynarae
- Rhynchaenus dauci
- Rhynchaenus dauricus
- Rhynchaenus decoratus
- Rhynchaenus defloratus
- Rhynchaenus denticulatus
- Rhynchaenus dentipes
- Rhynchaenus deplanus
- Rhynchaenus depressicollis
- Rhynchaenus depressus
- Rhynchaenus desbrochersi
- Rhynchaenus destructor
- Rhynchaenus deustus
- Rhynchaenus didymus
- Rhynchaenus dimidiatus
- Rhynchaenus diocletianus
- Rhynchaenus discoides
- Rhynchaenus disjunctus
- Rhynchaenus dissimilis
- Rhynchaenus distans
- Rhynchaenus distinguendus
- Rhynchaenus dorsalis
- Rhynchaenus dorsoplanatus
- Rhynchaenus doryphorus
- Rhynchaenus draco
- Rhynchaenus druparum
- Rhynchaenus dubius
- Rhynchaenus dufresnei
- Rhynchaenus dufresnii
- Rhynchaenus dumetorum
- Rhynchaenus duplicata
- Rhynchaenus duplicatus
- Rhynchaenus ebenus
- Rhynchaenus echii
- Rhynchaenus elongatus
- Rhynchaenus ephippiatus
- Rhynchaenus epilobii
- Rhynchaenus equestris
- Rhynchaenus equiseti
- Rhynchaenus ericae
- Rhynchaenus erinaceus
- Rhynchaenus ermischi
- Rhynchaenus erysimi
- Rhynchaenus erythrocneme
- Rhynchaenus erythropus
- Rhynchaenus esuriens
- Rhynchaenus euglyptus
- Rhynchaenus evolans
- Rhynchaenus excavatus
- Rhynchaenus excellens
- Rhynchaenus exclamationis
- Rhynchaenus exiguus
- Rhynchaenus fabricii
- Rhynchaenus fagi
- Rhynchaenus famula
- Rhynchaenus famulus
- Rhynchaenus fascicularis
- Rhynchaenus fasciculatus
- Rhynchaenus fasciculosus
- Rhynchaenus fenestratus
- Rhynchaenus ferox
- Rhynchaenus ferrugineus
- Rhynchaenus festivus
- Rhynchaenus festucae
- Rhynchaenus fimbriatus
- Rhynchaenus flagellum
- Rhynchaenus flavescens
- Rhynchaenus flavicornis
- Rhynchaenus flavidus
- Rhynchaenus flavipes
- Rhynchaenus floralis
- Rhynchaenus foedatus
- Rhynchaenus foetidus
- Rhynchaenus foliorum
- Rhynchaenus fragariae
- Rhynchaenus fraxini
- Rhynchaenus frigidus
- Rhynchaenus fringilla
- Rhynchaenus frit
- Rhynchaenus frontalis
- Rhynchaenus fulini
- Rhynchaenus fullo
- Rhynchaenus fulvitarsis
- Rhynchaenus funicularis
- Rhynchaenus furcipubens
- Rhynchaenus furculatus
- Rhynchaenus fuscomaculatus
- Rhynchaenus gagates
- Rhynchaenus gallicus
- Rhynchaenus galloisi
- Rhynchaenus gazella
- Rhynchaenus geniculatus
- Rhynchaenus geranii
- Rhynchaenus germanus
- Rhynchaenus gibba
- Rhynchaenus gibbus
- Rhynchaenus gigas
- Rhynchaenus glabratus
- Rhynchaenus gladiator
- Rhynchaenus globosus
- Rhynchaenus globulus
- Rhynchaenus globus
- Rhynchaenus gracilis
- Rhynchaenus graminis
- Rhynchaenus granulatus
- Rhynchaenus gravis
- Rhynchaenus gulosus
- Rhynchaenus guttalis
- Rhynchaenus guttatus
- Rhynchaenus guttula
- Rhynchaenus gyllenhali
- Rhynchaenus habelmanni
- Rhynchaenus haematitius
- Rhynchaenus haemorrhoes
- Rhynchaenus haemorrhoidalis
- Rhynchaenus haustellatus
- Rhynchaenus hebes
- Rhynchaenus herculeanus
- Rhynchaenus hercyniae
- Rhynchaenus hirtellus
- Rhynchaenus hirtulus
- Rhynchaenus hispidus
- Rhynchaenus horioni
- Rhynchaenus hortorum
- Rhynchaenus hortulanus
- Rhynchaenus hovanus
- Rhynchaenus hungaricus
- Rhynchaenus hustachei
- Rhynchaenus hypocritus
- Rhynchaenus hystrix
- Rhynchaenus iaceae
- Rhynchaenus ilicis
- Rhynchaenus illinoisensis
- Rhynchaenus incanus
- Rhynchaenus inconspectus
- Rhynchaenus incrassatus
- Rhynchaenus incurvus
- Rhynchaenus indigena
- Rhynchaenus inquinatus
- Rhynchaenus inquisitor
- Rhynchaenus intermedius
- Rhynchaenus interscapularis
- Rhynchaenus interstitialis
- Rhynchaenus interstitiosus
- Rhynchaenus iota
- Rhynchaenus irroratus
- Rhynchaenus jamaicensis
- Rhynchaenus japonicus
- Rhynchaenus jota
- Rhynchaenus jozanus
- Rhynchaenus julini
- Rhynchaenus julinii
- Rhynchaenus kaszabi
- Rhynchaenus koltzei
- Rhynchaenus lamella
- Rhynchaenus lamii
- Rhynchaenus lanipes
- Rhynchaenus lapathi
- Rhynchaenus lateralis
- Rhynchaenus laticollis
- Rhynchaenus latirostris
- Rhynchaenus lemnae
- Rhynchaenus leopardus
- Rhynchaenus letourneuxi
- Rhynchaenus leucogaster
- Rhynchaenus leucogatster
- Rhynchaenus limosus
- Rhynchaenus linariae
- Rhynchaenus lineaticollis
- Rhynchaenus lineicollis
- Rhynchaenus lineolatus
- Rhynchaenus litura
- Rhynchaenus longicornis
- Rhynchaenus longulus
- Rhynchaenus lonicerae
- Rhynchaenus lucifugus
- Rhynchaenus luridus
- Rhynchaenus luteicornis
- Rhynchaenus lutosus
- Rhynchaenus lutulentus
- Rhynchaenus lutulosus
- Rhynchaenus lysimachiae
- Rhynchaenus lythri
- Rhynchaenus macropus
- Rhynchaenus maculicollis
- Rhynchaenus maculifrons
- Rhynchaenus madagascarensis
- Rhynchaenus magniferae
- Rhynchaenus majalis
- Rhynchaenus maleficus
- Rhynchaenus mangiferae
- Rhynchaenus marginatus
- Rhynchaenus marmoratus
- Rhynchaenus marmoreus
- Rhynchaenus matsumuranus
- Rhynchaenus meditabundus
- Rhynchaenus melaleucus
- Rhynchaenus melanarius
- Rhynchaenus melancholicus
- Rhynchaenus melanocephalus
- Rhynchaenus melarhynchus
- Rhynchaenus melarynchus
- Rhynchaenus meles
- Rhynchaenus mendicus
- Rhynchaenus metallinus
- Rhynchaenus michalki
- Rhynchaenus miles
- Rhynchaenus miliaris
- Rhynchaenus militaris
- Rhynchaenus minor
- Rhynchaenus minutus
- Rhynchaenus mixtus
- Rhynchaenus moestus
- Rhynchaenus mollis
- Rhynchaenus monedula
- Rhynchaenus montanus
- Rhynchaenus mucoreus
- Rhynchaenus multidentatus
- Rhynchaenus multiguttatus
- Rhynchaenus multituberculatus
- Rhynchaenus mumon
- Rhynchaenus murinus
- Rhynchaenus musculus
- Rhynchaenus mutabilis
- Rhynchaenus myriophylli
- Rhynchaenus nanus
- Rhynchaenus nasutus
- Rhynchaenus nebulosus
- Rhynchaenus nenuphar
- Rhynchaenus nereis
- Rhynchaenus nero
- Rhynchaenus niger
- Rhynchaenus nigricollis
- Rhynchaenus nigripes
- Rhynchaenus nigrirostris
- Rhynchaenus nigrita
- Rhynchaenus nigritulus
- Rhynchaenus nigritus
- Rhynchaenus nigriventris
- Rhynchaenus nitida
- Rhynchaenus nitidus
- Rhynchaenus nomizo
- Rhynchaenus nota
- Rhynchaenus notatus
- Rhynchaenus notula
- Rhynchaenus nubeculatus
- Rhynchaenus nucum
- Rhynchaenus nusci
- Rhynchaenus obsoletus
- Rhynchaenus ocellatus
- Rhynchaenus ochratus
- Rhynchaenus ocularis
- Rhynchaenus oculatus
- Rhynchaenus oenipontanus
- Rhynchaenus olens
- Rhynchaenus olivaceus
- Rhynchaenus onopordinis
- Rhynchaenus ornatus
- Rhynchaenus otini
- Rhynchaenus pacca
- Rhynchaenus pacificus
- Rhynchaenus pallicornis
- Rhynchaenus pallidior
- Rhynchaenus pallidulus
- Rhynchaenus pallipes
- Rhynchaenus palpebra
- Rhynchaenus pantherinus
- Rhynchaenus parallelus
- Rhynchaenus parasita
- Rhynchaenus pardalis
- Rhynchaenus parvicollis
- Rhynchaenus parvulus
- Rhynchaenus pascuorum
- Rhynchaenus pastinacae
- Rhynchaenus pavo
- Rhynchaenus pectoralis
- Rhynchaenus pedestris
- Rhynchaenus penicillatus
- Rhynchaenus peregrinus
- Rhynchaenus pericarpius
- Rhynchaenus perpusillus
- Rhynchaenus persimilis
- Rhynchaenus philanthus
- Rhynchaenus phlegmatica
- Rhynchaenus phlegmaticus
- Rhynchaenus phlesus
- Rhynchaenus phoebus
- Rhynchaenus piceae
- Rhynchaenus picipennis
- Rhynchaenus picirostris
- Rhynchaenus picturatus
- Rhynchaenus pictus
- Rhynchaenus piger
- Rhynchaenus pilipes
- Rhynchaenus pilosulus
- Rhynchaenus pilosus
- Rhynchaenus pinastri
- Rhynchaenus pineti
- Rhynchaenus pini
- Rhynchaenus piniphilus
- Rhynchaenus pipa
- Rhynchaenus plagiatus
- Rhynchaenus plantaginis
- Rhynchaenus plantaris
- Rhynchaenus planula
- Rhynchaenus planulus
- Rhynchaenus planus
- Rhynchaenus pleuronectes
- Rhynchaenus plinthotrichus
- Rhynchaenus pollinarius
- Rhynchaenus pollux
- Rhynchaenus polygoni
- Rhynchaenus pomorum
- Rhynchaenus populi
- Rhynchaenus porcatus
- Rhynchaenus porculus
- Rhynchaenus posticatus
- Rhynchaenus posticus
- Rhynchaenus potentillae
- Rhynchaenus pratensis
- Rhynchaenus proboscideus
- Rhynchaenus pruni
- Rhynchaenus pseudacori
- Rhynchaenus ptinoides
- Rhynchaenus puberulus
- Rhynchaenus pubescens
- Rhynchaenus pudicus
- Rhynchaenus pulicarius
- Rhynchaenus pumilio
- Rhynchaenus punctatus
- Rhynchaenus punctiger
- Rhynchaenus punctulatus
- Rhynchaenus punctum
- Rhynchaenus pupillator
- Rhynchaenus pupillatus
- Rhynchaenus purkynei
- Rhynchaenus pusio
- Rhynchaenus pustulosus
- Rhynchaenus pyrrhoceras
- Rhynchaenus quadricornis
- Rhynchaenus quadridens
- Rhynchaenus quadrilineatus
- Rhynchaenus quadrimaculatus
- Rhynchaenus quadrinodosus
- Rhynchaenus quadrituberculatus
- Rhynchaenus quadrivittatus
- Rhynchaenus quedenfeldti
- Rhynchaenus querceti
- Rhynchaenus quercicola
- Rhynchaenus quercus
- Rhynchaenus quinquemaculatus
- Rhynchaenus quinquepunctatus
- Rhynchaenus quinquetubercutus
- Rhynchaenus rana
- Rhynchaenus raphani
- Rhynchaenus reidi
- Rhynchaenus repandus
- Rhynchaenus rhamni
- Rhynchaenus rhamphoides
- Rhynchaenus rhina
- Rhynchaenus rhododactylus
- Rhynchaenus rhodopus
- Rhynchaenus rhynchoceros
- Rhynchaenus roboris
- Rhynchaenus rosae
- Rhynchaenus rubetra
- Rhynchaenus rubi
- Rhynchaenus rubicundus
- Rhynchaenus rubiginosus
- Rhynchaenus rubricus
- Rhynchaenus rufescens
- Rhynchaenus ruficornis
- Rhynchaenus rufipes
- Rhynchaenus rufirostris
- Rhynchaenus rufitarsis
- Rhynchaenus rufus
- Rhynchaenus rugulosus
- Rhynchaenus rumicis
- Rhynchaenus rusci
- Rhynchaenus sabaudus
- Rhynchaenus sahlbergi
- Rhynchaenus salicariae
- Rhynchaenus saliceti
- Rhynchaenus salicinus
- Rhynchaenus salicis
- Rhynchaenus salicivorus
- Rhynchaenus salicola
- Rhynchaenus salicorniae
- Rhynchaenus saltator
- Rhynchaenus samoanus
- Rhynchaenus sancta
- Rhynchaenus sanctus
- Rhynchaenus sanguinipennis
- Rhynchaenus sanguinipes
- Rhynchaenus sanguinirostris
- Rhynchaenus scaber
- Rhynchaenus scabratus
- Rhynchaenus scanicus
- Rhynchaenus scapularis
- Rhynchaenus scirpi
- Rhynchaenus scitus
- Rhynchaenus sciurus
- Rhynchaenus scorpio
- Rhynchaenus scortillum
- Rhynchaenus scrophulariae
- Rhynchaenus scrutator
- Rhynchaenus scutellaris
- Rhynchaenus scutellatus
- Rhynchaenus segetis
- Rhynchaenus sellatus
- Rhynchaenus semicylindricus
- Rhynchaenus semirufus
- Rhynchaenus seniculus
- Rhynchaenus septemtuberculatus
- Rhynchaenus sequensi
- Rhynchaenus serratus
- Rhynchaenus setosus
- Rhynchaenus sexguttatus
- Rhynchaenus sexmaculatus
- Rhynchaenus sextuberculatus
- Rhynchaenus siebkei
- Rhynchaenus signata
- Rhynchaenus signatus
- Rhynchaenus signifer
- Rhynchaenus similicollis
- Rhynchaenus similis
- Rhynchaenus simplex
- Rhynchaenus sisymbrii
- Rhynchaenus smidti
- Rhynchaenus smidtii
- Rhynchaenus smreczynskii
- Rhynchaenus sodalis
- Rhynchaenus solani
- Rhynchaenus solieri
- Rhynchaenus sordidus
- Rhynchaenus sparganii
- Rhynchaenus sparsus
- Rhynchaenus sparsutus
- Rhynchaenus sphaerops
- Rhynchaenus spinipes
- Rhynchaenus spinosus
- Rhynchaenus spissus
- Rhynchaenus squalidus
- Rhynchaenus squameus
- Rhynchaenus squamifer
- Rhynchaenus statua
- Rhynchaenus stellio
- Rhynchaenus steveni
- Rhynchaenus stigma
- Rhynchaenus stolidus
- Rhynchaenus strepidus
- Rhynchaenus striatus
- Rhynchaenus strigicollis
- Rhynchaenus strix
- Rhynchaenus strobi
- Rhynchaenus strumarius
- Rhynchaenus stultus
- Rhynchaenus stupidus
- Rhynchaenus stygia
- Rhynchaenus stygius
- Rhynchaenus subater
- Rhynchaenus subbifasciatus
- Rhynchaenus subcinereus
- Rhynchaenus subfarinus
- Rhynchaenus subfasciatus
- Rhynchaenus subhirtus
- Rhynchaenus subrufus
- Rhynchaenus subspinosus
- Rhynchaenus suillus
- Rhynchaenus sulcatulus
- Rhynchaenus sulcicollis
- Rhynchaenus suspiciosus
- Rhynchaenus suturalis
- Rhynchaenus syrites
- Rhynchaenus taeniatus
- Rhynchaenus takabayashii
- Rhynchaenus t-album
- Rhynchaenus tardigradus
- Rhynchaenus taurus
- Rhynchaenus temporaria
- Rhynchaenus temporarius
- Rhynchaenus tenuirostris
- Rhynchaenus tessellatus
- Rhynchaenus testaceicornis
- Rhynchaenus testaceipes
- Rhynchaenus testaceus
- Rhynchaenus testudo
- Rhynchaenus teter
- Rhynchaenus teutonus
- Rhynchaenus thapsus
- Rhynchaenus tigrinus
- Rhynchaenus tigris
- Rhynchaenus timidus
- Rhynchaenus tomentosus
- Rhynchaenus torquatus
- Rhynchaenus tortrix
- Rhynchaenus tragiae
- Rhynchaenus tremulae
- Rhynchaenus tricinctus
- Rhynchaenus tricolor
- Rhynchaenus trifasciatus
- Rhynchaenus trifolii
- Rhynchaenus trimaculatus
- Rhynchaenus trochilus
- Rhynchaenus troglodytes
- Rhynchaenus typhae
- Rhynchaenus ulmi
- Rhynchaenus ulula
- Rhynchaenus umbellae
- Rhynchaenus umbraculatus
- Rhynchaenus unca
- Rhynchaenus undulatus
- Rhynchaenus unicolor
- Rhynchaenus unifasciatus
- Rhynchaenus uniformis
- Rhynchaenus ursus
- Rhynchaenus ustulatus
- Rhynchaenus vaginalis
- Rhynchaenus validirostris
- Rhynchaenus validus
- Rhynchaenus waltoni
- Rhynchaenus variabilis
- Rhynchaenus varians
- Rhynchaenus varicosus
- Rhynchaenus variegatus
- Rhynchaenus varius
- Rhynchaenus velaris
- Rhynchaenus velatus
- Rhynchaenus velutus
- Rhynchaenus venosus
- Rhynchaenus ventralis
- Rhynchaenus venustus
- Rhynchaenus verbasci
- Rhynchaenus verruca
- Rhynchaenus vespertilio
- Rhynchaenus viciae
- Rhynchaenus viduatus
- Rhynchaenus villosulus
- Rhynchaenus villosus
- Rhynchaenus viminalis
- Rhynchaenus violacea
- Rhynchaenus violaceus
- Rhynchaenus viscariae
- Rhynchaenus vorax
- Rhynchaenus vossi
- Rhynchaenus vulneratus
- Rhynchaenus vulpeculus
- Rhynchaenus x-album
- Rhynchaenus xylostei
- Rhynchaenus ynca
- Rhynchaenus zebra
- Rhynchaenus zonatus